# Savoia-Marchetti SM.92
Savoia-Marchetti SM.92 – włoski samolot wielozadaniowy z okresu II wojny światowej. Miał wykonywać zadania samolotu myśliwskiego, bombowego, szturmowego i rozpoznawczego.

## Historia

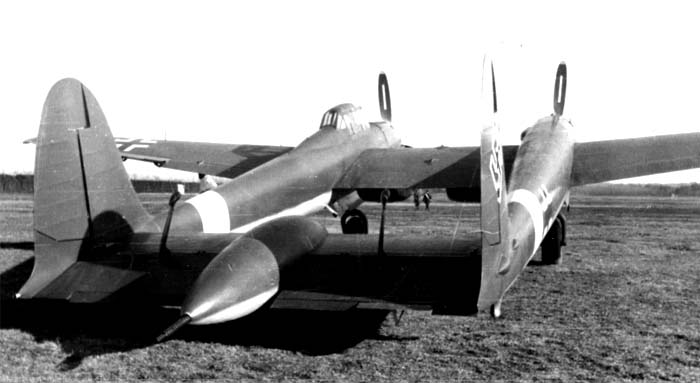
SM.79 - widok od tyłu

W 1941 roku włoskie Ministerstwo Lotnictwa rozpisało konkurs na ciężki wielozadaniowy samolot, który miał wykonywać zadania samolotu myśliwskiego, bombowego, szturmowego i rozpoznawczego. W odpowiedzi zgłoszono trzy projekty, jedne wytwórni Caproni Ca.380 Corsao oraz dwa SM.91 i SM.92 przez wytwórnię Savoia-Marchetti.
Projekt SM.92 był podobny do SM.91, gdzie z kolei wykorzystano projekt bombowca Savoia-Marchetti SM.88. SM.92 został zaprojektowany jako dwukadłubowy, dwusilnikowy samolot. Załoga mieściła się w lewym kadłubie. W stosunku do SM.91 dzięki usunięciu środkowej gondoli, miała spaść masa samolotu i miały poprawić się jego osiągi. W ten sposób zewnętrznie samolot był podobny do konkurencyjnego Caproni Ca.380 Corsao. Część stałego uzbrojenia umieszczono w gondolce pod centropłatem, pomiędzy kadłubami. Było ono złożone z 2 działek Mauser MG 151/20 kal. 20 mm. Ponadto 1 działko strzelało przez oś prawego śmigła. Dodatkowo pod każdym silnikiem umieszczono po 2 wkm 12,7 mm. Ponadto do obrony tylnej sfery samolotu, umieszczono w gondoli na środku statecznika poziomego wkm 12,7 mm obsługiwany zdalnie przez drugiego członka załogi. Prototyp maszyny nie miał jednak jeszcze zainstalowanego uzbrojenia. Napęd miały stanowić silniki Alfa Romeo RA-1050 RC.58 Tifone, będące licencyjną wersją niemieckich silników Daimler-Benz DB 605A-1. Ponadto, o ile w SM.91 kółko ogonowe było stałe, to w SM.92 było chowane do małej gondoli umieszczonej pośrodku statecznika poziomego. 
Budowę prototypu (MM531) rozpoczęto jeszcze przed kapitulacją Włoch 8 września 1943 roku, a ukończono już pod administracją niemiecką. Został on oblatany 12 listopada 1943 roku. Jego testy wykazały, że ma lepsze osiągi i właściwości niż SM.91, tak jak tego oczekiwali konstruktorzy. Został on uszkodzony 17 kwietnia 1944 roku w zderzeniu z MC.205. Po wyremontowaniu w czerwcu 1944 r. wykonał jeszcze kilka lotów. Został zniszczony w czasie nalotu Aliantów na zakład 27 grudnia 1944 roku i Niemcy zdecydowali, aby go już nie remontować.

## Opis konstrukcji
SM.92 był dwusilnikowym, dwumiejscowym, dwukadłubowym samolotem wielozadaniowym o metalowej konstrukcji. Miał podwozie z kółkiem ogonowym, chowane w locie. Statecznik poziomy znajdował się pomiędzy podwójnym usterzeniem pionowym. Napęd stanowiły dwa silniki rzędowe w prototypach Daimler-Benz DB 605A-1 o mocy 1475 KM każdy, chłodzone cieczą, w układzie odwróconego V. Silniki napędzały trójłopatowe, metalowe śmigła o zmiennym skoku.